# Diospyros tetrasperma
Diospyros tetrasperma är en tvåhjärtbladig växtart som beskrevs av Olof Swartz. Diospyros tetrasperma ingår i släktet Diospyros och familjen Ebenaceae. Utöver nominatformen finns också underarten D. t. tetrasperma.